# گابریل مارین
گابریل مارین (انگلیسی: Gabriel Marin؛ زادهٔ ۲۳ august ۱۹۷۲ (۵۲ سال)) ورزشکار روئینگ اهل رومانی است.
وی در مسابقات کشوری و بین‌المللی در مجموع برندهٔ ۱ مدال طلا، ۲ مدال نقره، ۱ مدال برنز شده‌است.